# سومبور
سومبور هي مدينة ومركز إداري لمقاطعة غرب باكشتا التابعة لفويفودينا ذاتية الحكم في صربيا. يبلغ سكانها 47,623 نسمة حسب تعداد 2011م. في حين أن منطقتها الإدارية بما في ذلك القرى المجاورة فيها 85,903 نسمة.

## المناخ
يظهر الجدول التالي التغييرات المناخية على مدار السنة لسومبور:
| البيانات المناخية لـسومبور                             | البيانات المناخية لـسومبور | البيانات المناخية لـسومبور | البيانات المناخية لـسومبور | البيانات المناخية لـسومبور | البيانات المناخية لـسومبور | البيانات المناخية لـسومبور | البيانات المناخية لـسومبور | البيانات المناخية لـسومبور | البيانات المناخية لـسومبور | البيانات المناخية لـسومبور | البيانات المناخية لـسومبور | البيانات المناخية لـسومبور | البيانات المناخية لـسومبور |
| الشهر                                                  | يناير                      | فبراير                     | مارس                       | أبريل                      | مايو                       | يونيو                      | يوليو                      | أغسطس                      | سبتمبر                     | أكتوبر                     | نوفمبر                     | ديسمبر                     | المعدل السنوي              |
| ------------------------------------------------------ | -------------------------- | -------------------------- | -------------------------- | -------------------------- | -------------------------- | -------------------------- | -------------------------- | -------------------------- | -------------------------- | -------------------------- | -------------------------- | -------------------------- | -------------------------- |
| الدرجة القصوى °م (°ف)                                  | 19.3 (66.7)                | 21.3 (70.3)                | 27.6 (81.7)                | 29.5 (85.1)                | 35.1 (95.2)                | 37.1 (98.8)                | 40.3 (104.5)               | 39.5 (103.1)               | 35.7 (96.3)                | 29.4 (84.9)                | 25.7 (78.3)                | 20.7 (69.3)                | 40.3 (104.5)               |
| متوسط درجة الحرارة الكبرى °م (°ف)                      | 3.6 (38.5)                 | 6.3 (43.3)                 | 12.0 (53.6)                | 17.8 (64.0)                | 23.3 (73.9)                | 26.1 (79.0)                | 28.5 (83.3)                | 28.5 (83.3)                | 23.7 (74.7)                | 18.1 (64.6)                | 10.2 (50.4)                | 4.5 (40.1)                 | 16.9 (62.4)                |
| المتوسط اليومي °م (°ف)                                 | −0.1 (31.8)                | 1.4 (34.5)                 | 6.2 (43.2)                 | 11.6 (52.9)                | 17.1 (62.8)                | 20.2 (68.4)                | 21.9 (71.4)                | 21.3 (70.3)                | 16.5 (61.7)                | 11.3 (52.3)                | 5.4 (41.7)                 | 1.1 (34.0)                 | 11.2 (52.2)                |
| متوسط درجة الحرارة الصغرى °م (°ف)                      | −3.4 (25.9)                | −2.6 (27.3)                | 1.2 (34.2)                 | 5.8 (42.4)                 | 10.8 (51.4)                | 13.8 (56.8)                | 15.2 (59.4)                | 14.7 (58.5)                | 10.7 (51.3)                | 6.2 (43.2)                 | 1.7 (35.1)                 | −1.8 (28.8)                | 6.0 (42.8)                 |
| أدنى درجة حرارة °م (°ف)                                | −27.2 (−17.0)              | −26.3 (−15.3)              | −20.3 (−4.5)               | −5.6 (21.9)                | −1.0 (30.2)                | 2.0 (35.6)                 | 7.3 (45.1)                 | 4.6 (40.3)                 | −2.2 (28.0)                | −6.9 (19.6)                | −18.4 (−1.1)               | −23.7 (−10.7)              | −27.2 (−17.0)              |
| الهطول مم (إنش)                                        | 37.3 (1.47)                | 29.9 (1.18)                | 36.4 (1.43)                | 45.2 (1.78)                | 60.0 (2.36)                | 81.5 (3.21)                | 66.2 (2.61)                | 53.1 (2.09)                | 54.4 (2.14)                | 47.3 (1.86)                | 53.7 (2.11)                | 47.4 (1.87)                | 612.4 (24.11)              |
| متوسط أيام هطول الأمطار (≥ 0.1 mm)                     | 11                         | 10                         | 10                         | 12                         | 12                         | 13                         | 10                         | 9                          | 10                         | 9                          | 11                         | 13                         | 128                        |
| متوسط الأيام المثلجة                                   | 7                          | 6                          | 3                          | 0                          | 0                          | 0                          | 0                          | 0                          | 0                          | 0                          | 2                          | 6                          | 24                         |
| متوسط الرطوبة النسبية (%)                              | 84                         | 78                         | 70                         | 66                         | 64                         | 65                         | 64                         | 66                         | 71                         | 75                         | 82                         | 86                         | 72                         |
| ساعات سطوع الشمس الشهرية                               | 62.2                       | 97.5                       | 147.6                      | 191.8                      | 244.1                      | 259.5                      | 290.3                      | 274.3                      | 197.1                      | 152.5                      | 80.4                       | 53.0                       | 2٬050٫4                    |
| المصدر: Republic Hydrometeorological Service of Serbia |                            |                            |                            |                            |                            |                            |                            |                            |                            |                            |                            |                            |                            |

## معرض صور

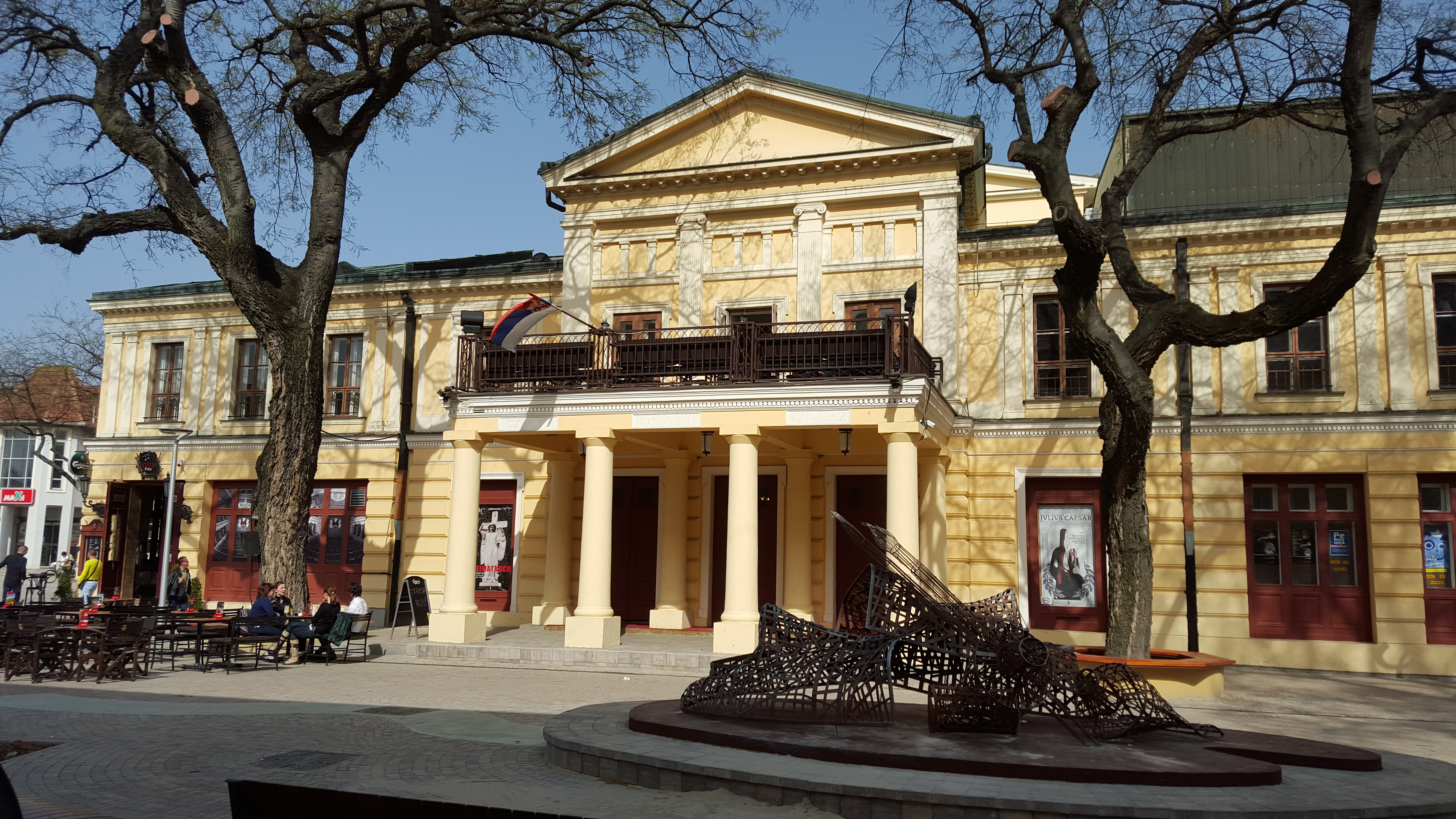
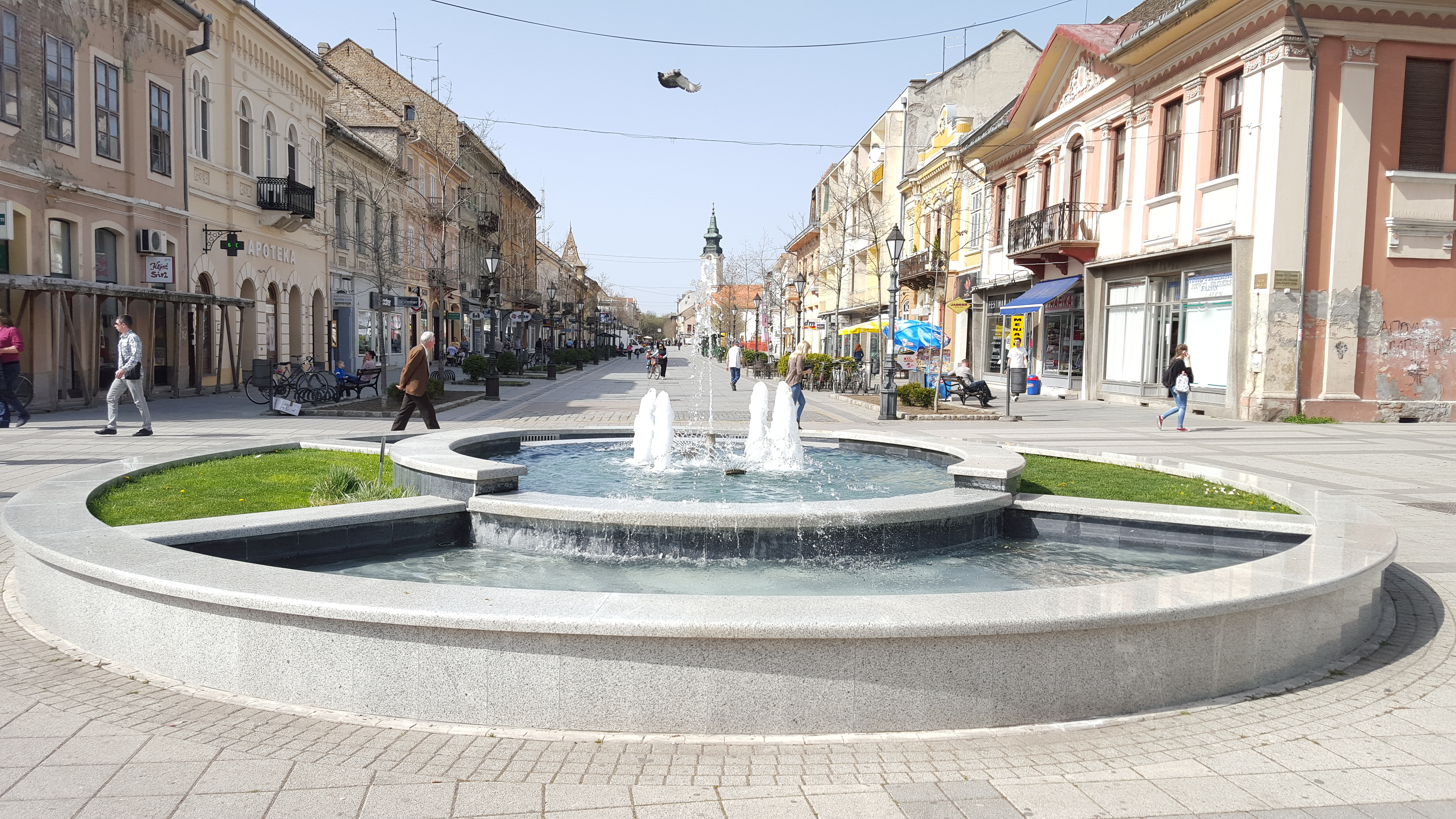
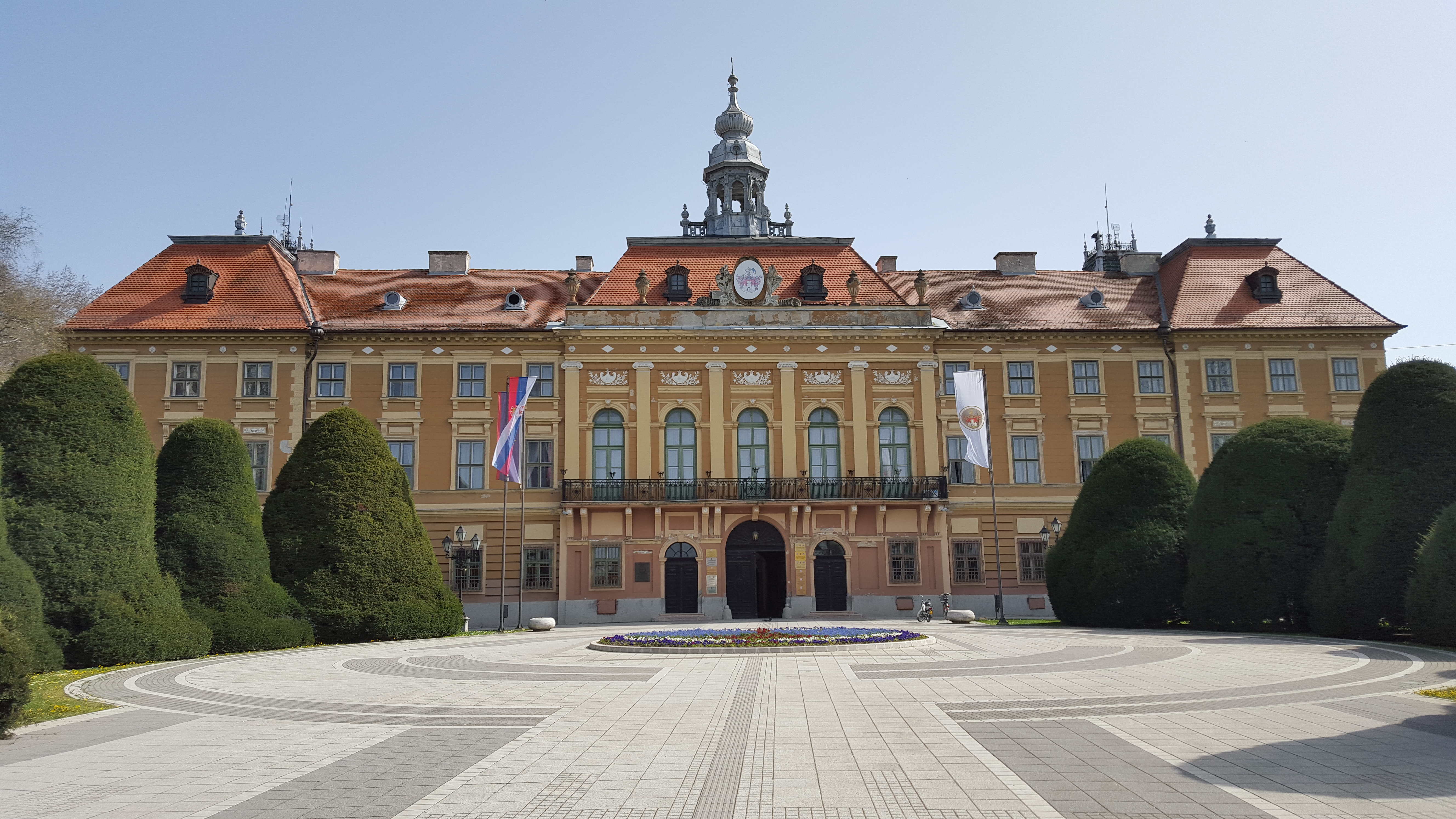
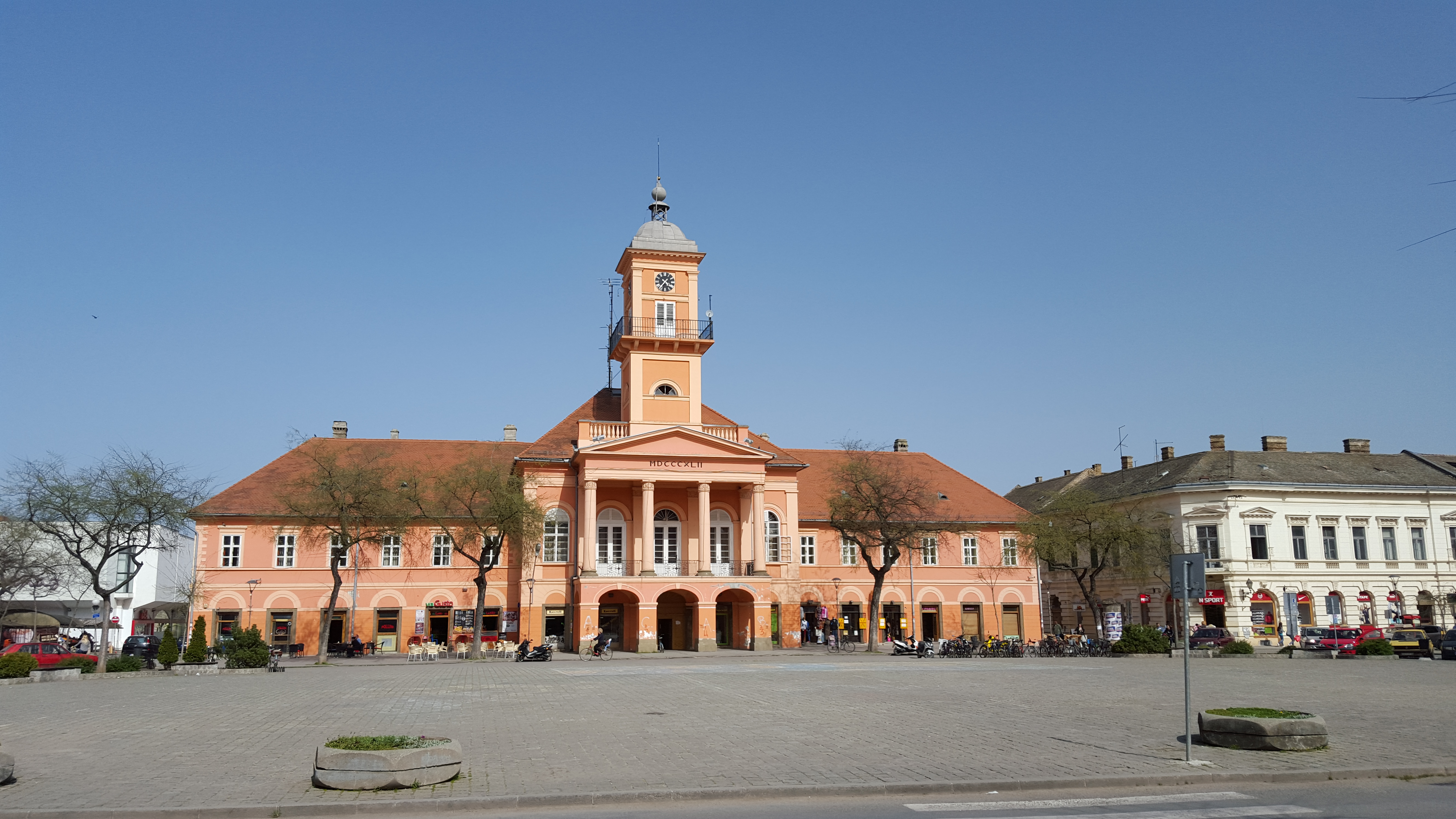
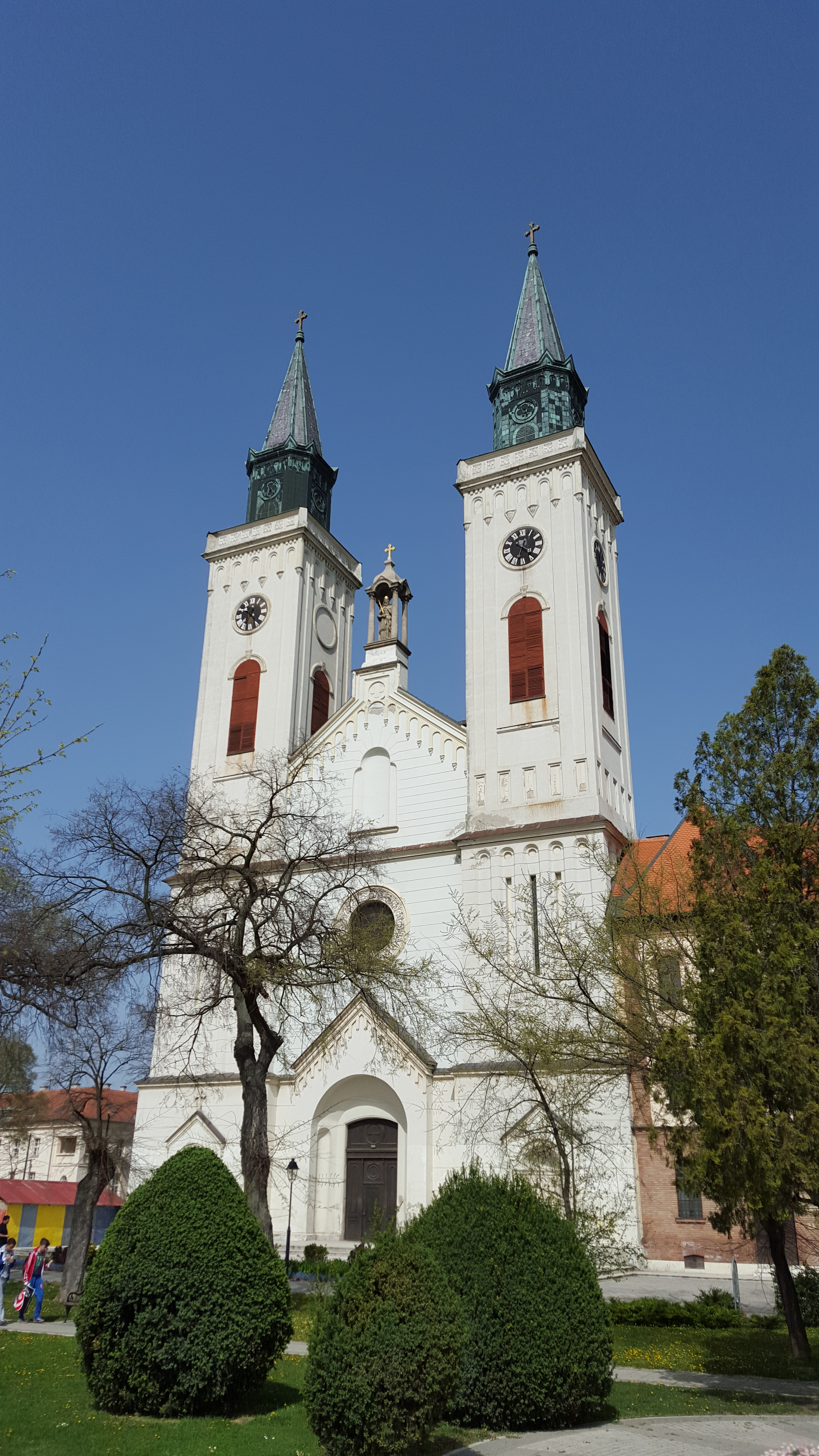

## توأمة
لسومبور اتفاقيات توأمة مع كل من:
- باجا
- توزلا

## أعلام
- كريستينا ليشتشفيتش
- راديفوي كوراتش
- كاتارينا كربج سليزاك
- فيليب كراجينوفتش
- يوزيف كيس
- نيكولا يوكيتش